# Francisco Naranjo
Francisco Naranjo, OP (falecido em 1655) foi um prelado católico romano que serviu como bispo de Porto Rico (1652–1655).

## Biografia
Francisco Naranjo nasceu no México e foi ordenado sacerdote na Ordem dos Pregadores. Em 1652, foi nomeado pelo Rei da Espanha e confirmado pelo Papa Inocêncio X como Bispo de Porto Rico. Serviu como Bispo de Porto Rico até à sua morte em 1655.